# Secrétariat d'État à la Planification et aux Relations institutionnelles
Le secrétariat d'État à la Planification et aux Relations institutionnelles d'Espagne (en espagnol : Secretaría de Estado de Planificación y Relaciones Institucionales) est le secrétariat d'État chargé de la planification et de la coordination des relations institutionnelles entre 2008 et 2009.
Il relève du ministère de l'Équipement.

## Missions

### Organisation
Le secrétariat d’État s'organise de la manière suivante : 
- Secrétariat d'État à la Planification et aux Relations institutionnelles (Secretaría de Estado de Planificación y Relaciones Institucionales) ; 
  - Direction générale de la Planification (Dirección General de Planificación) ;
  - Direction générale des Relations institutionnelles (Dirección General de Relaciones Institucionales).

## Titulaires
| Titulaire | Titulaire     | Début      | Fin        | Parti | Ministre du Travail           |
| --------- | ------------- | ---------- | ---------- | ----- | ----------------------------- |
|           | Víctor Morlán | 15/04/2008 | 18/04/2009 | PSOE  | Magdalena Álvarez José Blanco |